# Cynolebias
Cynolebias (Steindachner, 1876) är ett släkte sötvattenlevande årstidsfiskar i familjen Rivulidae som förekommer i Sydamerika, främst i Brasilien. De hör till de så kallade äggläggande tandkarparna som utgör en del av ordningen tandkarpar (Cyprinodontiformes). Många av arterna har relativt små utbredningsområden. Flera av arterna odlas i fångenskap av akvarister.

## Arter
Släktet omfattade tidigare omkring 90 olika arter. Emellertid var släktet inte särskilt homogent, och efter en revidering av taxonomin finns nu endast ett fåtal arter kvar. De övriga arterna inordnas istället i de nya släktena Austrolebias, Campellolebias, Leptolebias, Maratecoara, Megalebias, Nematolebias, Notholebias, Plesiolebias och Simpsonichthys. Följande 12 nominella arter är fortfarande klassade som Cynolebias:
- Cynolebias altus Costa, 2001
- Cynolebias attenuatus Costa, 2001
- Cynolebias gibbus Costa, 2001
- Cynolebias gilbertoi Costa, 1998
- Cynolebias griseus Costa, Lacerda & Brasil, 1990
- Cynolebias itapicuruensis Costa, 2001
- Cynolebias leptocephalus Costa & Brasil, 1993
- Cynolebias microphthalmus Costa & Brasil, 1995
- Cynolebias paraguassuensis Costa, Suzart & Nielsen, 2007
- Cynolebias perforatus Costa & Brasil, 1991
- Cynolebias porosus Steindachner, 1876
- Cynolebias vazabarrisensis Costa, 2001